# Zenith Komarniski
Zenith Komarniski (* 13. August 1978 in Edmonton, Alberta) ist ein ehemaliger kanadischer Eishockeyspieler, der im Verlauf aktiven Karriere zwischen 1993 und 2006 unter anderem 21 Spiele für die Vancouver Canucks und Columbus Blue Jackets in der National Hockey League (NHL) auf der Position des Verteidigers bestritten hat. Darüber hinaus absolvierte Komarniski über 450 weitere Partien in der American Hockey League (AHL).

## Karriere
Komarniski spielte während seiner Juniorenzeit in der Western Hockey League. Zunächst vom Herbst 1994 an für die Tri-City Americans und nach einem Transfergeschäft kurz nach Beginn der Saison 1997/98 für die Spokane Chiefs. Bereits im NHL Entry Draft 1996 war der Verteidiger in der dritten Runde an 75. Stelle von den Vancouver Canucks aus der National Hockey League ausgewählt worden.
In die Organisation der Canucks wechselte Komarniski dann im Sommer 1998. Diese setzten ihn die gesamte Spielzeit in ihrem Farmteam, den Syracuse Crunch, in der American Hockey League ein. Im Verlauf der Spielzeit 1999/2000 feierte der Kanadier nach mehreren Verletzungen im Stammkader der Canucks sein NHL-Debüt. Mit zwei Scorerpunkten in 18 Begegnungen konnten sich Komarniski aber nicht nachhaltig empfehlen, sodass er weiterhin bei den Crunch in der AHL verblieb. Die Saison 2000/01 verbrachte der Abwehrspieler bei den Kansas City Blades in der International Hockey League, einem weiteren Canucks-Farmteam. Anschließend war er bis zum Oktober 2003 für die Manitoba Moose – ebenfalls in Kooperation mit den Vancouver Canucks stehend – in der AHL aktiv, ehe ihn Vancouver im Austausch für Sean Pronger an die Columbus Blue Jackets abgab.
Auch bei den Blue Jackets konnte sich der Defensivspieler nicht durchsetzen und fand sich erneut in der AHL wieder, wo er bis zum Sommer 2005 erneut bei den Syracuse Crunch auflief. Als Free Agent schloss sich Komarniski im August 2005 den Calgary Flames ein, die ihn in seiner letzten Profisaison bei den Omaha Ak-Sar-Ben Knights in der AHL einsetzten.

### International
Komarniski vertrat sein Heimatland bei der Junioren-Weltmeisterschaft 1998, wo er mit dem Team den achten Platz belegte. In sieben Turnierspielen blieb er ohne Punkt.

## Erfolge und Auszeichnungen
- 1996 Goldmedaille beim Pacific Cup
- 1997 WHL West First All-Star Team
- 1997 CHL Third All-Star Team

## Karrierestatistik

### International
Vertrat Kanada bei:
- Pacific Cup 1996
- Junioren-Weltmeisterschaft 1998

(Legende zur Spielerstatistik: Sp oder GP = absolvierte Spiele; T oder G = erzielte Tore; V oder A = erzielte Assists; Pkt oder Pts = erzielte Scorerpunkte; SM oder PIM = erhaltene Strafminuten; +/− = Plus/Minus-Bilanz; PP = erzielte Überzahltore; SH = erzielte Unterzahltore; GW = erzielte Siegtore; 1 Play-downs/Relegation; Kursiv: Statistik nicht vollständig)